# فرودگاه فلایینگ اس رانچ
فرودگاه فلایینگ اس رانچ (به انگلیسی: Flying S Ranch Airport) یک فرودگاه خصوصی است که یک باند فرود خاک دارد و طول باند آن ۱۱۴۳ متر است. این فرودگاه در کشور ایالات متحده آمریکا قرار دارد و در ارتفاع ۱۰۶۲ متری از سطح دریا واقع شده است.